# Кентшин (гміна)
Гмі́на Ке́нтшин (пол. Gmina Kętrzyn) — сільська гміна у північній Польщі. Належить до Кентшинського повіту Вармінсько-Мазурського воєводства.
Станом на 31 грудня 2011 у гміні проживало 8470 осіб.

## Територія
Згідно з даними за 2007 рік площа гміни становила 285.73 км², у тому числі:
- орні землі: 65.00%
- ліси: 19.00%

Таким чином, площа гміни становить 23.56% площі повіту.

## Населення
Станом на 31 грудня 2011:
| Опис     | Загалом | Загалом | Чоловіки | Чоловіки | Жінки | Жінки |
| -------- | ------- | ------- | -------- | -------- | ----- | ----- |
| одиниця  | осіб    | %       | осіб     | %        | осіб  | %     |
| все      | 8470    | 100     | 4316     | 50.96    | 4154  | 49.04 |
| міське   | 0       | 100     | 0        |          | 0     |       |
| сільське | 8470    | 100     | 4316     | 50.96    | 4154  | 49.04 |

## Сусідні гміни
Гміна Кентшин межує з такими гмінами: Барцяни, Венґожево, Ґіжицько, Кентшин, Корше, Мронґово, Решель, Рин, Сроково.